# Cẩm Kim
Cẩm Kim là một xã thuộc thành phố Hội An, tỉnh Quảng Nam, Việt Nam.

## Địa lý
Xã Cẩm Kim nằm về phía bờ nam sông Thu Bồn cách trung tâm thành phố Hội An khoảng 3 km, có vị trí địa lý:
- Phía đông giáp phường Cẩm Nam
- Phía tây và phía nam giáp huyện Duy Xuyên
- Phía bắc giáp thị xã Điện Bàn và xã Cẩm Hà

Xã Cẩm Kim có diện tích 4,12 km², dân số năm 2019 là 4.476 người, mật độ dân số đạt 1.086 người/km².

### Địa hình
Xã Cẩm Kim thuốc dạng  địa hình đồng bằng vùng cửa sông Thu Bồn, nơi cao nhất là 1,5 m.

### Khí hậu
Xã Cẩm Kim chịu ảnh hưởng của khí hậu nhiệt đới gió mùa, nhiệt độ bình quân năm 25 °C, lượng mưa trung bình trong năm 800 mm. Độ ẩm không khí trung bình trong năm 80%, lượng nước bốc hơi trung bình trong năm 2 mm/s.

### Thủy văn
Chế độ thủy văn của xã Cẩm Kim có tác động mạnh mẽ đến quá trình quản lý, sử dụng đất đai nhất là sảm xuất nông nghiệp.

## Kinh tế - xã hội

### Kinh tế
Những năm qua, xã Cẩm Kim đã cố gắng phát huy nội lực vượt qua khó khan đẩy mạnh phát triển sản xuất, tốc độ tang trưởng kinh tế bình quân đạt 8,3%/năm, chính trị xã hội luôn ổn định. Cẩm Kim tiếp tục phát huy nội lực nhất là tiềm năng đất đai, lao đọng để đạt yêu cầu cho quá trình phát triển sản xuất đẩy mạnh tăng trưởng kinh tế, xã hội hóa đường lối đổi mới cua Đảng và Nhà nước.
Nông nghiệp là mặt trận sản xuất hang đầu tạo ra giá trị sản xuất chiếm tỷ trọng xấp xỉ 60% trên tổng giá trị sản xuất hang đầu tạo ra giá trị sản xuất toàn xã. Diện tích gieo trồng hàng năm 420,41ha, năng xuất bình quân đạt 55 tạ/ha. Ngoài sản xuất nông nghiệp, chăn nuôi cũng là một mặt trận kinh tế chủ yếu đem lại thu nhập khá cho hộ gia đình, cá nhân; con vật nuôi chủ yếu là gà, vịt, trâu, bò. Ngư nghiệp cũng là thế mạnh của địa phương, tổng sản lượng khai thác hàng năm đạt khoảng 650 tấn/ha, góp phần ổn định thu nhập của hộ dân.
So với các ngành nghề khác, ngành tiểu thủ công nghiệp, dịch vị du lịch đã mở ra một bước mới trong cơ cấu kinh tế của địa phương. Phát huy tiềm năng sẵn có của địa phương về vấn đề du lịch, hiện nay xã thực hiện chương trình xóa đói giảm nghèo, cùng sự nỗ lực phấn đấu đồng bộ của các ban ngành, đoàn thể và sự cho vay vốn cả ngân hàng nông nghiệp, ngân hàng chính sách xã hội, nhiều hộ gia đình đã thoát nghèo, đời sống nhân dân được cải thiện, ổn định và ngày càng phát triển.
Ở Cẩm Kim nổi tiếng từ ba đời nay là làng mộc Kim Bồng, ở nơi đây còn có nghề chạm trổ truyền thống đã được Thành phố đầu tư khôi phục và dạy nghề chạm mộc truyền thống.

### Thủy lợi
Hệ thống thủy lợi ở xã được đầu tư bê tong hóa với hơn 8 km kênh mương. Nguồn nước sử dụng để phục vụ cho sản xuất nông nghiệp trên toàn xã phụ thuộc vào hồ nước tự ngăn của xã nên không đáp ứng được nhu cầu tới phục vụ sản xuất.

### Dân số và lao động
Theo số liệu điều tra dân số của xã tính đến 31/12/2014, toàn xã có 1.078 hộ với 4.038 nhân khẩu. Mật độ dân số bình quân là 1.001 người/km², được chia thành 23 tổ với 5 đơn vị thôn, trong đó:
- Lao động nông nghiệp chiếm 70%
- Lao động ngư nghiệp chiếm 15%
- Lao động TTCN chiếm 10%
- Lao động ngành TMDV-DL và lao động khác chiếm 5%.

### Giáo dục
Trường học: Toàn xã có 3 bậc học đó là Mầm non, Tiểu học và Trung học cơ sở, cả ba đều đạt chuẩn quốc gia giai đoạn 1 và trường Tiểu học Cẩm Kim đã đạt chuẩn giai đoạn 2 vào giữa năm 2015.
Xã có đủ trường lớp dảm bảo tiêu chuẩn, đảm bảo 100% trẻ em trong độ tuổi đi học được đến trường, làm tốt công tác xóa mù chữ, thực hiện tốt công tác phổ cập giáo dục từ tiểu học đúng độ tuổi đến trung học cơ sở, xây dựng phong trào xã hội hóa giáo dục và quỹ khuyến học ở các địa bàn dân cư, các tộc họ và các tổ chức chính trị xã hội.
Trong những năm qua công tác giáo dục của xã được Đảng bộ chính quyền quan tâm chỉ đạo để các trường dạy và học tốt hoàn thành kế hoạch chỉ tiêu đề ra.

### Y tế
Xã Cẩm Kim có một trạm y tế được xây dựng từ năm 2004 tại khu trung tâm của xã, trên khu đất với diện tích 500 m². Đảm bảo phục vụ tốt nhu cầu khám và điều trị ban đầu cho nhân dân. Được trang bị đầy đủ các điều kiện vật chất khám chữa bệnh.
Công trình vệ sinh phòng bệnh cũng được nâng lên đến nay tất cả các hộ dân đều sử dụng hố xí hợp vệ sinh đạy 100%.

### Chợ
Được xây dựng mới từ năm 1996 với một khu chợ chính và một khu chợ tơi sống trên khu đất có diện tích 900 m² tại khu trung tâm xã.

## Giao thông
Mạng lưới giao thông của xã được hình thành tương đối lợp lý, được bê tong hóa 100% rất thuận tiện cho việc đi lại: bảo đảm giao lưu đối ngoại đối nội thuận lợi, đường chính liên xã được bê tông hóa rộng 4 m kéo dài từ đầu thôn Phước Thắng đến giáp thôn Trà Nam của xã Duy Vinh.
Khung trung tâm: UBND xã được cải tạo, xây dựng lại năm 2001.
Diện tích xây dựng 500 m² trên khu đất diện tích 1.800 m², nằm ở vị trí trung tâm của xã.